# La Giustiniana
La Giustiniana är Roms femtiofjärde zon och har beteckningen Z. LIV. Zonen La Giustiniana bildades år 1961. 
La Giustiniana gränsar till Isola Farnese, Prima Porta, Labaro, Tomba di Nerone och La Storta.

## Kyrkobyggnader
- Immacolata al Casale della Giustiniana 41°59′07″N 12°24′26″Ö / 41.985169°N 12.407188°Ö
- Beata Vergine Maria Immacolata Concezione alla Giustiniana 41°59′07″N 12°24′31″Ö / 41.985229°N 12.408526°Ö

## Arkeologiska platser
- Villa romana dell'Ospedaletto dell'Annunziata
- Villa di Via Barbarano Romano

## Övrigt
- Torre Spizzichino
- Borgus Vetus
- Casale della Giustiniana
- Ospedaletto Giustiniani
- Casale Buonricovero
- Casale Tor Vergata alla Giustiniana
- Ospedaletto dell'Annunziata

## Kommunikationer
Järnvägsstationer
- FL3 La Giustiniana på linjen Roma-Capranica-Viterbo
- La Giustiniana på linjen Roma-Civitacastellana-Viterbo

## Bilder
| - Kapellet Immacolata al Casale della Giustiniana. |